# Platychauliodes capensis
Platychauliodes capensis là một loài côn trùng trong họ Corydalidae thuộc bộ Megaloptera. Loài này được K. Barnard miêu tả năm 1931.